# Haus Gronau (Hürtgenwald)
Haus Gronau  ist eine ehemalige Wasserburg in Straß im Kreis Düren (Nordrhein-Westfalen), die seit dem 4. Juli 1983 unter Denkmalschutz steht. Haus Gronau liegt südlich des Naturschutzgebiets Wollebachsystem, zwischen den Orten Straß und Gey.

## Burg
Das von einem Burggraben umgebene Haus Gronau bei Straß war im Ursprung eine Turmhügelburg. Der Teich um Haus Gronau, speist sich aus dem südwestlich von Haus Gronau liegenden Quellgebiet des Wollebachs, der, vorbei an Haus Hocherbach, hinter der Motte Binnesburg in den Beybach fließt. Wie aus der Vogelperspektive erkennbar, war der hölzerne Wehrturm ursprünglich so ausgerichtet, dass jede Ecke des Turms in eine der vier Himmelsrichtungen zeigte. Die gleiche Ausrichtung zeigt sich auch an der Motte Binnesburg bei Horm und an der Motte bei Haus Hocherbach, an der Industriestraße zwischen Horm und Gey.

## Geschichte
Die Entstehung solcher Turmhügelburgen ist auf die Wikingerüberfälle gegen Ende des 9. Jahrhunderts im Rheinland zurückzuführen. Mittels ihrer flachen Schiffe, konnten die Wikinger damals über die Flüsse weit ins Landesinnere vordringen. Insbesondere Städte und Dörfer an Flüssen, aber auch abgelegene Klöster, waren von den unerwartet auftretenden Überfällen gefährdet. Der Wehrturm, der ihn umgebende Wehrgraben und die ihn umzäunende Palisade diente Mensch und Vieh als Fluchtburg vor weiteren Wikingerüberfällen.
Erstmals urkundlich erwähnt wurde Haus Gronau am 3. Januar 1414. Die Räthe des Herzogs Reinhard von Jülich (1402–1423) entscheiden unter der Zuziehung des Besitzers der Burg Kreuzau Jordan von Morick (Morken-Harff) in der Streitsache zwischen Mathias von Gronau (Mathys van Groynauwen) und Katharina von Ortwyck betr. einer Forderung von 250 rheinischen Gulden zu Lasten des Hofes von Hoven (Düren), das die Beklagte jährlich am St. Andreastage 25 Gulden bis zur Abtragung der ganzen Schuld zahlen soll. 
In einer Einigung der Ritterschaft zum Erhalt des Jülicher Landrechts, v. 6. Dezember 1464, ist neben vielen anderen Rittern, ein Heinrich von Hocherbach (Hinrich van Hoegerbach), Hermann von Gey (Herm. van Geyen), auch ein Johann von Gronau (Joh. van Groenaue) aufgeführt.
Zu Beginn des 19. Jahrhunderts befand sich Haus Gronau in Privatbesitz und wechselte in der Folge wiederholt den Eigentümer. Der annähernd quadratische und von Gräben umgebene Bruchsteinbau entstammt dem 17. bzw. 18. Jahrhundert. Zu Beginn des 20. Jahrhunderts erfuhr die Anlage größere Veränderungen.
Der angrenzende dazugehörige Hof beinhaltet unter anderem einen großen Kuhstall, einen Schweinestall, einen Entenstall und einige Unterstellmöglichkeiten. Der Hof ist in offener quadratischer Hufeisenform angelegt und öffnet sich gegenüber dem Eingangsportal der Burganlage. Über einen mittlerweile asphaltierten Zuweg erreicht man die Hofeinfahrt, die zur Bauzeit mit einem Rundbogentor versehen war. An der Auffahrt zum Grundstück befindet sich noch ein restauriertes Kriegerdenkmal mit Verweilmöglichkeit und einer Informationstafel des Wander- und Verkehrsvereins Gey/Straß.
Johann Wilhelm Joseph Braun ein  Geisteswissenschaftler wurde am 27. April 1801 in Haus Gronau geboren.